# Masa (Gurabo)
Masa es un barrio ubicado en el municipio de Gurabo en el estado libre asociado de Puerto Rico. En el Censo de 2010 tenía una población de 1522 habitantes y una densidad poblacional de 157 personas por km².

## Geografía
Masa se encuentra ubicado en las coordenadas 18°17′37″N 65°57′44″O / 18.29361, -65.96222. Según la Oficina del Censo de los Estados Unidos, Masa tiene una superficie total de 9.69 km², que corresponden a tierra firme.

## Demografía
Según el censo de 2010, había 1522 personas residiendo en Masa. La densidad de población era de 157 hab./km². De los 1522 habitantes, Masa estaba compuesto por el 69.65% blancos, el 17.41% eran afroamericanos, el 0.39% eran amerindios, el 0.39% eran asiáticos, el 6.44% eran de otras razas y el 5.72% pertenecían a dos o más razas. Del total de la población el 99.21% eran hispanos o latinos de cualquier raza.